# Oostendse stadsbus
Het Oostendse stadsbusnet wordt geëxploiteerd door de Vlaamse Vervoermaatschappij "De Lijn", entiteit "West-Vlaanderen". Het stadsnet omvat vijf lijnen, waarvan er een behalve Oostende ook Bredene bedient.

## Dagnet
| Lijn | Traject                                                | Frequentie                                                             |
| ---- | ------------------------------------------------------ | ---------------------------------------------------------------------- |
| 1    | Marie-Joséplein Station - AZ Damiaan - Conterdam       | om de 30 minuten tot AZ Damiaan; 8x per dag tot Schapereye (Conterdam) |
| 2    | Station - Vuurtorenwijk- Groenendijk❌.                | Om de 15 minuten.                                                      |
| 4    | Station - Sas Slijkens - Bredene Dorp - Bredene Bad❌. | Om de 15 minuten.                                                      |
| 5    | Station - Marie-Joséplein - Stene-Dorp                 | om de 10 minuten                                                       |
| 6    | Station - Raversijde. OPGEHEVEN.                       | vervangen door streeklijn 60 per 1 juli 2023.                          |
| 7    | Station - Steensedijk - Bauwensplein - Station         | om de 30 minuten                                                       |

❌= komt hier niet vlakbij Kusttramhalte. 
Opmerkingen:
- Lijnen 4 en 9 legden tot 1 juli 2023 hetzelfde parcours af: lijn 4 in tegenwijzerzin, lijn 9 in wijzerzin. Beide lijnen hadden in de spitsuren een variant via de Bredense wijk Vicogne. In de jaren tachtig reden deze lijnen nog niet tegen elkaar in; lijn 9 reed tot de gemeentegrens met Bredene; lijn 4 reed tot onder de Spuikom. Ze reden dus nog niet doorheen gans Bredene.[1] In 2023 is deze koppeling na zo'n 40 jaar afgeschaft, en is er geen ringlijn meer. Het lijkt nu op de oude situatie, al is lijn 4 wel nog steeds langer dan toen.
- De centrumbus had tot minstens 2007 het lijnnummer 1.  Tot rond 1990 werd dit nummer gebruikt voor de tramlijn Oostende-Knokke. Anno 2023 gebruikt de centrumbus het opnieuw.
- De nieuwe buslijn 2 per juli 2023 houdt in dat lijnnummer 2 voor het eerst sinds 1991 opnieuw gebruikt wordt, èn voor het eerst voor een buslijn.
- Op 1 juli 2023 is het lijnnummer 6 na zo'n 90 jaar afgeschaft. Tot 1955 was dit een tramlijnnummer. De route naar Mariakerke en ook de bediening van het vliegveld is overgenomen door streeklijn 60.
- De wijk Zandvoorde wordt niet door de stadsbussen bediend, maar door de voorstadslijnen naar Oudenburg (lijnen 21, 22 en 23)(voorheen 62A).
- Het deel van de wijk Conterdam ten noorden van de A10 wordt eveneens bediend door de voorstadslijnen naar Oudenburg, het deel ten zuiden van de A10 wordt, net als de wijk Meiboom, bediend door lijn 50 naar Gistel. Lijn 21, 22, 23 en 50 rekent De Lijn ook onder de streeklijnen.[2]
- Domein Raversijde valt eveneens buiten de bediening van de stadsbussen. Deze omgeving kan men bereiken met streeklijn 60 naar Middelkerke en met de kusttram.
- De lijnnummers 4, 5, 6, en 7 zijn overgenomen van de stadstramlijnen die tot 1955 reden. Er waren ook tramlijn 3 en 8, terwijl de huidige Kusttramlijn toen de nummers 1 en 2 gebruikte. (Administratief 765 & 768)(de administratieve nummers stonden ook boven de dienstregeling en op de lijnennetkaart)
- Het stadsbusnet resorteerde voorheen administratief onder nummer 762. De overige lijnen die in Oostende kwamen waren 62A, 758, 759, 766, 769, 770, en 793.[3]
- In de jaren '80 waren er nog 3 stadsbuslijnen die bij 762 hoorden:

>> Lijn 3 naar de vismijn en via de vuurtoren naar het militair hospitaal (integrale vervanging van tramlijn 8 en 3)
>> Lijn 14 naar Conterdam, via A. Pieterslaan-Torhoutse Steenweg-F. Orbanstraat-Gistelse Steenweg-Pauwenplein(omkeren)-Oprit-Nieuwelangestraat-Zandvoordestraat-Kreekstraat-Gouwelozestraat-keerlus via Manitobalaan.
>> Lijn 27 naar Mariakerke-Bad. Deze reed vanaf het station direct door de Jozef II-straat (ook een oude tramroute), dan Marie José plein, vervolgens route van de Kusttram, tot voorbij halte Mariakerke-Bad. Dan Duinenstraat tot einde, en keerlus via Duinhelmstraat-A. Rodenbachstraat-Duinenstraat.
In 1999 en 2000 staat nog steeds het administratieve nummer 762 op de stadsbus-folder. Voorstadslijn 34 heeft het grootste deel van lijn 14 overgenomen, maar rijdt door naar Zandvoorde Kapittelstraat en Gistel. Voorstadslijn 32 heeft het deel langs het hospitaal overgenomen, maar dan als doorgaande lijn vanaf het station langs het hospitaal naar Zandvoorde Spiegelare en Ettelgem.
In 2004/2005 lijkt het nummer 762 afgeschaft want het staat niet meer op het dienstregeling boekje, maar nog niet alle (hoge) nummers uit het verleden zijn verdwenen; bij de aansluitingen staan nog lijn 50A, 62A, 62B, 759, 765(tram) , 768(tram) , 766 en 769.
De drukst door bussen bereden straat in Oostende is de Vindictivelaan. In 1885 vertrok hier de eerste stoomtram van België. In 1981/82 reden daar lijn 5, 6, 7, 62A, 769, 758, 759, en 793. Anno juni 2023 rijden er maar liefst 23 buslijnen: 1, 4, 5, 6, 7, 9, 21, 22, 23, 46, 50, 51, 52, 53, 68, 69, 81, 85, 86, en 89.

## Avondnet
Tot en met 6 januari 2008 reden de lijnen 1, 5, 6 en 9 ook eenmaal per uur een rit van 21u.30 tot 23u.30 (zondag tot donderdag), tot 01u.30 (vrijdag) of 02u.30 (zaterdag). De wijken Meiboom, Conterdam en Zandvoorde werden dan door een speciale avondlijn 24 bediend. De Lijn ontving voor lijn 24 jaarlijks een extra subsidie voor het in stand houden van deze verbinding met de randwijken. Op 7 januari 2008 startte in Oostende een uitgebreider avondnetwerk, dat op 1 juli 2010 omwille van besparingen werd aangepast:
| Lijn | Traject |
| ---- | --- |
| 81   | Station - Centrum - Station - Meiboom - Conterdam - Meiboom - Station                                          |
| 82   | Oostende - Zandvoorde - Oudenburg                                                                              |
| 83   | Oostende - Gistel                                                                                              |
| 84   | Oostende - Middelkerke. Opgeheven per 1 juli 2023.                                                             |
| 85   | Station - Marie-Joséplein - Stene-Dorp - Marie-Joséplein - Station                                             |
| 86   | Station - Marie-Joséplein - Raversijde - Station. Opgeheven per 1 juli 2023.                                   |
| 89   | Marie-Joséplein - Station - Groenendijk - Sas Slijkens - Station - Marie-Joséplein. Opgeheven per 1 juli 2023. |

Opmerkingen:
- Deze avondlijnen komen om 21u.30 en 22u.30 (op vrijdag en zaterdag tot 2u.30) samen aan het knooppunt Marie-Joséplein, samen met de drie voorstadslijnen van het avondnetwerk (lijn 82 naar Oudenburg, lijn 83 naar Gistel en lijn 84 naar Middelkerke). Overstappen is dan mogelijk in alle richtingen.
- De wijk Zandvoorde wordt 's avonds bediend door lijn 82 naar Oudenburg, die de haltes enkel op aanvraag aandoet.
- Deze uitbreiding van het avondnet past in het Neptunusplan voor West-Vlaanderen.
- Sindsdien is avondlijn 24 opgeheven.